# MAGEB3
MAGEB3 (англ. MAGE family member B3) – білок, який кодується однойменним геном, розташованим у людей на короткому плечі X-хромосоми. Довжина поліпептидного ланцюга білка становить 346 амінокислот, а молекулярна маса — 39 211.
| 10         |  | 20         |  | 30         |  | 40         |  | 50         |
| ---------- |  | ---------- |  | ---------- |  | ---------- |  | ---------- |
| MPRGQKSTLH |  | AREKRQQTRG |  | QTQDHQGAQI |  | TATNKKKVSF |  | SSPLILGATI |
| QKKSAGRSRS |  | ALKKPQRALS |  | TTTSVDVSYK |  | KSYKGANSKI |  | EKKQSFSQGL |
| SSTVQSRTDP |  | LIMKTNMLVQ |  | FLMEMYKMKK |  | PIMKADMLKI |  | VQKSHKNCFP |
| EILKKASFNM |  | EVVFGVDLKK |  | VDSTKDSYVL |  | VSKMDLPNNG |  | TVTRGRGFPK |
| TGLLLNLLGV |  | IFMKGNCATE |  | EKIWEFLNKM |  | RIYDGKKHFI |  | FGEPRKLITQ |
| DLVKLKYLEY |  | RQVPNSNPAR |  | YEFLWGPRAH |  | AETSKMKVLE |  | FWAKVNKTVP |
| SAFQFWYEEA |  | LRDEEERVQA |  | AAMLNDGSSA |  | MGRKCSKAKA |  | SSSSHA     |

A: Аланін

C: Цистеїн

D: Аспарагінова кислота

E: Глутамінова кислота

F: Фенілаланін

G: Гліцин

H: Гістидин

I: Ізолейцин

K: Лізин

L: Лейцин

M: Метіонін

N: Аспарагін

P: Пролін

Q: Глутамін

R: Аргінін

S: Серин

T: Треонін

V: Валін

W: Триптофан

Кодований геном білок за функцією належить до пухлинних антигенів. 